# Sveti Duh na Ostrem Vrhu
Sveti Duh na Ostrem Vrhu este o localitate din comuna Selnica ob Dravi, Slovenia, cu o populație de 120 de locuitori.